# جون دبليو. هوفمان
جون دبليو. هوفمان (بالإنجليزية: John W. Huffman)‏ هو كيميائي أمريكي، ولد في 1932.

## وصلات خارجية
- الموقع الرسمي